# クソすばらしいこの世界
『クソすばらしいこの世界』（くそすばらしいこのせかい、It's a Beautiful Day）は、2013年の日本のホラー映画。
朝倉加葉子の長編監督デビュー作である。全編ロサンゼルスで撮影がおこなわれた。2013年のゆうばり国際ファンタスティック映画祭でプレミア上映される。

## ストーリー
韓国人留学生のアジュン（キム・コッビ）は、日本人留学生たちとロサンゼルスでキャンプをする。彼らが寝泊まりしている小屋に、狂気をもった白人兄弟がやって来る。

## キャスト
- アジュン：キム・コッビ
- エリカ：大畠奈菜子
- マサノリ：北村昭博
- ヒロノ：しじみ
- タカコ：甘木ちか
- ケンジロー：阿部友保
- ビクター：ジュリアン・カーティス
- ヘンリー：アダム・ラフランボワーズ